# Graniczna (Fluss)
Die Graniczna (deutsch Grenzwasser) ist ein linker Nebenfluss des Czarny Potok (deutsch: Schwarzbach) im polnischen Isergebirge.

## Verlauf
Die Graniczna entspringt an den nördlichen Hängen der Tafelfichte im Hohen Iserkamm unterhalb der Felsformation Tafelstein. Sie fließt nach Nordosten, wo sie ein tiefes Tal in die Hänge des Opaleniec und der Czerniawska Kopa gräbt. Entlang ihres Oberlaufs verläuft die polnisch-tschechische Grenze. Oberhalb von Czerniawa-Zdrój bildet sie einige Kaskaden und Stromschnellen. In diesem Abschnitt erscheint sie als typischer Gebirgsfluss mit starker Strömung in einem steindurchsetzten Flussbett. Sie nimmt einige Nebenbäche auf. Kurz vor Czerniawa-Zdrój mündet sie in den Czarny Potok.